# 原子力安全局
座標: 北緯48度50分41秒 東経2度23分00秒 / 北緯48.844621度 東経2.383336度
原子力安全局（げんしりょくあんぜんきょく、フランス語：Autorité de sûreté nucléaire、略称：ASN）はフランスにおける原子力安全対策および放射能に対して保護対策を担当している独立行政機関（仏：Autorité administrative indépendante）の一つ。2006年に創設される。日本語では原子力安全機関あるいは原子力安全官庁と言うこともある。

## 組織
内部組織は2006年6月13日の第2006-686・原子力に関するトランスパレンシー及び安全対策法律に定義される。
前身組織は1973年に設立された原子力施設安全中央部（Service central de sûreté des installations nucléaires）で、その後1991年に原子力施設安全局（Direction de la sûreté des installations nucléaires）、2002年に原子力安全・放射線防護総局（Direction générale de la sûreté nucléaire et de la radioprotection）に改組された歴史を持つ。
運営するのは5人のコミッショナーの委員会。3人は大統領に一任されるが、その他の2人が上院議長と下院議長に一任される。委員の任期は法律により6年と定められており、委員は政府や他のいかなる機関の命令を受けず公平に任務にあたる事となっており、常勤でありその身分は免職されない。
原子力安全局は一般管理と職能部門を統括し、フランス各地に11個の出先機関を設けている。出先機関は以下の都市に置かれている。
- ボルドー
- カーン
- シャロン＝アン＝シャンパーニュ
- ディジョン
- ドゥエー
- リヨン
- マルセイユ
- ナント
- オルレアン
- パリ
- ストラスブール

2008年10月時点で職員は440人おり、2008年の原子力安全局の予算は約5,800万ユーロであった。また、原子力安全局は技術支援の一環として2009年度には別途で約7,800万ユーロの資金を放射線防護・原子力安全研究所（IRSN）に鑑定資金として提供している。

## 現状
福島第一原子力発電所事故以降、フィヨン元首相の指令を契機に、フランス国内の全ての原子力発電所のストレステストを行い、原子炉の停止は不要との結果を公表した。しかしながら安全対策の強化や緊急炉心冷却装置の変化などを示唆した。

## 参考
1. ↑  Loi n° 2006-686 du 13 juin 2006 relative à la transparence et la sûreté nucléaire
2. ↑  Rapport de l'ASN sur les ECS